# 香美超戦隊オジレンジャーGEO
香美超戦隊オジレンジャーGEO（かみちょうせんたいおじれんじゃーじお）は、兵庫県美方郡香美町のローカルヒーローである。
香美町小代区で2007年（平成19年）7月21日に開かれた「第30回ふるさと小代夏祭り」で区内有志によりデビューしたものを、香美町商工会青年部が山陰海岸ジオパークの中央部に位置する同町全体のヒーローとして発展させている。

## キャラクター
- ギュウレッド

香美町小代区が和牛（但馬牛）のふるさとであることに由来。
- スッポンイエロー

香美町小代区の特産品のひとつ、スッポンに由来。
- チョウザメブルー

香美町小代区の特産品のひとつ、チョウザメに由来。

## 主題歌・挿入歌
- 香美超戦隊オジレンジャーGEOのテーマ 作詞･作曲 Kazuhito Takeuchi／歌詞原案 香美町商工会青年部